# Erdwin Lahmann
Erdwin Lahmann (* 15. Februar 1925 in Berlin; † 5. Juni 2001) war ein deutscher Chemiker und Umweltexperte.

## Leben

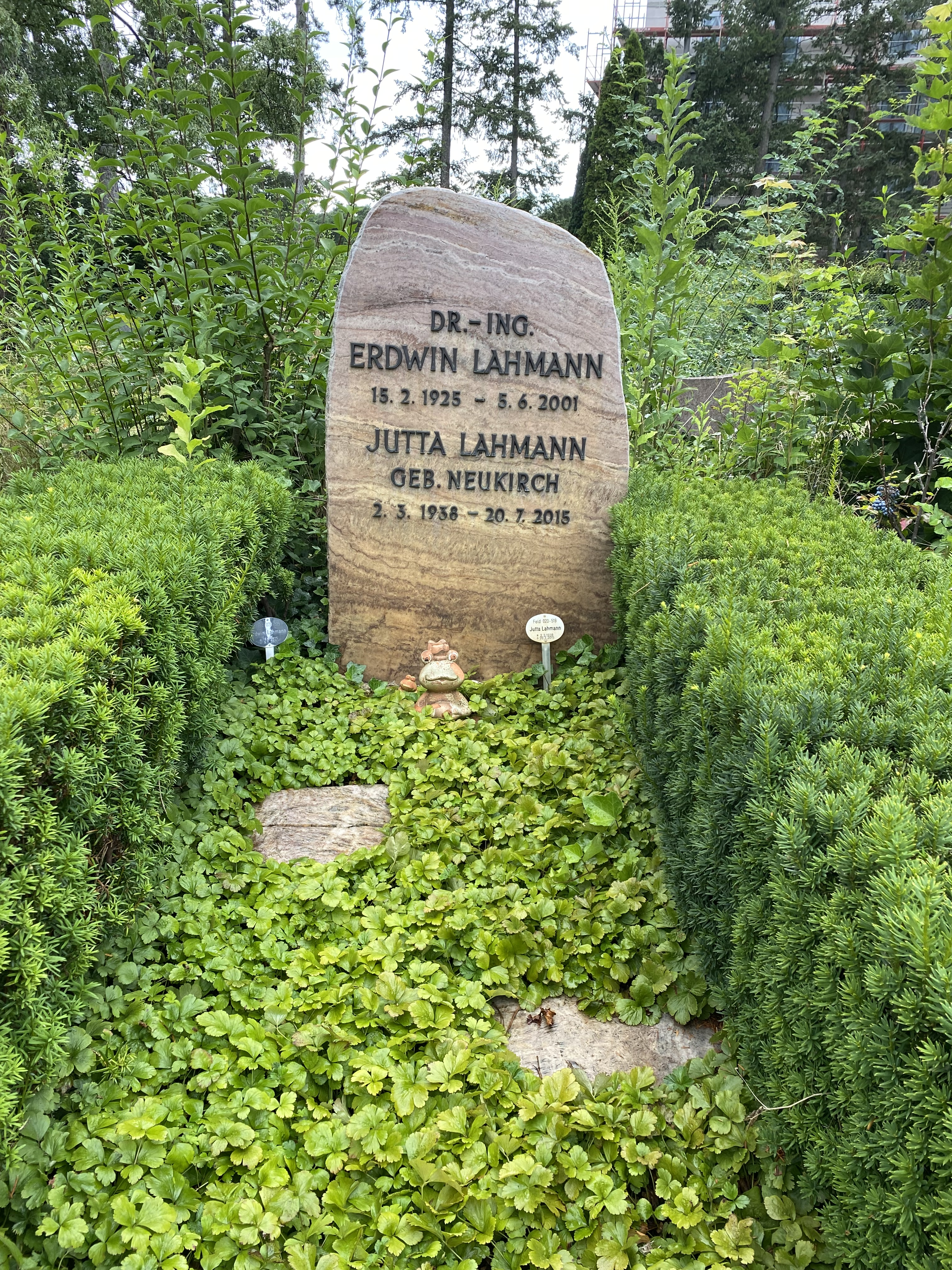
Grabstätte auf dem Friedhof Zehlendorf

Nach Absolvierung einer Molkereigehilfenprüfung studierte Erdwin Lahmann ab 1948 Chemie mit dem Schwerpunkt Lebensmittelchemie an der Technischen Universität Berlin. Aufgrund seiner Studienleistungen erhielt er ein Fulbright-Stipendium. Sein Studium schloss er 1953 mit dem Diplom ab. 1954 promovierte er zum Doktor-Ingenieur. Betreuer seiner Dissertation war Josef Schormüller. 1955 wurde er Leiter des Betriebslabors der Margarine-Union in Kleve. 1956 trat er in das Institut für Wasser-, Boden- und Lufthygiene ein. Dort übernahm er 1963 die Leitung des Laboratoriums für Staubimmissionen. 1971 erhielt er einen Lehrauftrag der Technischen Universität Berlin. 1975 wurde Lahmann mit der Leitung der Abteilung Lufthygiene des Instituts für Wasser-, Boden- und Lufthygiene beauftragt. 1979 erfolgte seine Berufung in den Beirat der Kommission Reinhaltung der Luft, dem er bis 1990 angehörte. 1990 trat er in den Ruhestand.
Erdwin Lahmann war mehr als 20 Jahre lang Mitherausgeber der Zeitschrift gi – Haustechnik – Bauphysik – Umwelttechnik. Er war Mitglied des Umweltbeirates des Berliner Senators für Stadtentwicklung und Umweltschutz und arbeitete in Ausschüssen des Deutschen Instituts für Normung (DIN), der Internationalen Standardisierungsorganisation (ISO) und der Weltgesundheitsorganisation (WHO) mit.
Erdwin Lahmann wurde auf dem Friedhof Zehlendorf beigesetzt. Die Grabstätte liegt im Feld 020-519.  

## Auszeichnungen
- 1974: Honorarprofessur der Technischen Universität Berlin
- 1977: Ehrenplakette des Vereins Deutscher Ingenieure (VDI)
- 1985: Ehrenmedaille des VDI
- 1988: Bundesverdienstkreuz 1. Klasse
- 1995: Umweltpreis der International Union of Air Pollution Prevention and Environmental Protection Associations (IUAPPA)

## Werke (Auswahl)
- Die Phosphatasen-Systeme des Sauermilchkäses und ihre Entwicklung während der Reifung. Dissertationsschrift. Berlin 1954.
- Luftverunreinigungen in den Vereinigten Staaten von Amerika. G. Fischer, Stuttgart 1965.
- Untersuchungen über Luftverunreinigungen durch den Kraftverkehr. G. Fischer, Stuttgart 1969.
- Luftschadstoff-Immissionsmessungen in Berlin. Reimer, Berlin 1980, ISBN 3-496-02043-1.
- Luftverunreinigung – Luftreinhaltung. Parey, Berlin; Hamburg 1990, ISBN 3-489-62114-X.